# Ochthephilus biimpressus
Ochthephilus biimpressus är en skalbaggsart som först beskrevs av Mäklin 1852.  Ochthephilus biimpressus ingår i släktet Ochthephilus och familjen kortvingar. Inga underarter finns listade i Catalogue of Life.